# Jacob Lentz
Jacobus (Sjaak) Lambertus Lentz (Den Haag, 23 juli 1894 – aldaar, 18 augustus 1963) was een Nederlandse ambtenaar en collaborateur die een belangrijke rol heeft gespeeld bij de ontwikkeling van het bevolkingsregister en het persoonsbewijs, voor de Duitse bezetter van essentieel belang voor de maatschappelijke beheersing van de Nederlandse bevolking. Hij speelde ook een hoofdrol in de uitvoering van de aanmeldplicht voor Joden. Hiermee zorgde hij ervoor dat de Duitsers de identificatie en daaropvolgende segregatie, wegvoering en uiteindelijke vernietiging van het Joodse volksdeel konden realiseren. Hij voerde dit alles uit onder verantwoordelijkheid van secretaris-generaal van het ministerie van Binnenlandse Zaken Karel Johannes Frederiks, maar de opdrachten kwamen uiteindelijk van de Duitse bezettingsmacht.
Na de Tweede Wereldoorlog werd hij tot drie jaar gevangenisstraf veroordeeld.

## Levensloop
Lentz werd geboren in 1894 in Den Haag. In 1913 kreeg hij een aanstelling bij het Haagse bevolkingsregister. In 1919 trouwde hij met Suzanna Maria Roelijn (1894-1989) na een eerder huwelijk. In 1923 behaalde hij zijn diploma ‘gemeentelijke bevolkingsadministratie’. In 1926 was hij hoofdfunctionaris bij de afdeling algemene zaken en bevolkingsregister op het Haagse stadhuis. In 1932 werd aan het departement van Binnenlandse Zaken een Rijksinspectie van de Bevolkingsregisters toegevoegd. Over deze inspectie kreeg Lentz de leiding. Hij kreeg de taak om te bevorderen dat er meer eenheid zou komen in de bevolkingsregisters van de gemeenten. Die registers waren destijds verre van adequaat.
Lentz werkte intensief aan deze taak. "Regelmatig werkte hij halve nachten door. Hij verwaarloosde zijn gezin – een gezin dat zijn arbeid in de oorlogstijd met afschuw gadesloeg; zijn vrouw liet zich van hem scheiden." (Loe de Jong, Het Koninkrijk..., deel 5, pag. 432). Na de scheiding van zijn vrouw was hij bij zijn nicht in pension tot zijn dood in 1963.
Lentz verzette zich tegen het nationaalsocialisme. Hij werd begin jaren dertig bestuurslid van de Vrijzinnig Democratische Bond in Voorburg waar hij pleitte tegen de opmars van de Nationaal-Socialistische Beweging. Later richtte hij een eigen partij op, die door de bezetter echter werd verboden. Hij was trots op zijn werk voor de Rijksinspectie van de Bevolkingsregisters. Tegenwerking uit het verzet heeft Lentz niet doen twijfelen.

## Werkzaamheden voor de Tweede Wereldoorlog
De bevolkingsboekhouding was in de jaren vóór de Tweede Wereldoorlog eigenlijk nog niet goed en uniform geregeld. De gemeenten waren verantwoordelijk om het bevolkingsregister bij te houden, maar het stelsel was verre van compleet en zorgvuldig. De regering riep in 1928 een commissie in het leven om tot verbetering te komen. Na enkele verwikkelingen stelde Lentz een algemene regeling op: het Besluit Bevolkingsboekhouding 1936. Dit besluit legde aan de gemeenten de plicht op om met ingang van 1 juli 1936 voor elke inwoner een aparte kaart met gegevens aan te leggen. Tevens werd een Rijksinspectie van de Bevolkingsregisters opgericht. Lentz werd hiervan het hoofd. Lentz ontving in die tijd een koninklijke onderscheiding voor zijn werk rond het bevolkingsregister. Door zijn activiteit was een standaard systeem van bevolkingsregistratie ontstaan.
Lentz wilde echter nog een stap verder. Hij wilde ook een sluitend systeem waarbij de identiteit van de inwoners in het maatschappelijke verkeer onomstotelijk vaststond. In een dergelijk systeem moest ieder zich op elk moment kunnen legitimeren. Elke Nederlander zou een deugdelijk identificatiebewijs bij zich moeten dragen. Een departementale commissie, waar Lentz lid van was, beval dit sterk aan. De regering wees dit voorstel in maart 1940 echter als in strijd met de Nederlandse tradities van de hand. Een algemene identificatieplicht zou veronderstellen dat elke inwoner een potentiële misdadiger is. Wel werd met medewerking van Lentz de distributiestamkaart voorbereid met oog op eventuele voedselrantsoenering.
Lentz was over de afwijzing van de identiteitskaart diep teleurgesteld. Hij zou zijn kans enkele maanden later echter alsnog krijgen. De bezetter had wel belang bij een sluitende maatschappelijke identificatie. Vooral op twee onderdelen maakte Lentz zich verdienstelijk voor de bezetter. In de eerste plaats wist hij een persoonsbewijs te ontwerpen dat zijn weerga niet kende. In de tweede plaats wist hij aan de bezetter het materiaal aan te leveren over Joodse en niet-Joodse landgenoten. Daarnaast heeft Lentz belangrijk bijgedragen aan de introductie van de tweede distributiestamkaart, die er voor bedoeld was om ondergedoken mensen van voedseldistributie af te snijden. Op onder andere deze drie punten was Lentz voor de bezetter van onschatbare waarde.

## Het persoonsbewijs
In april 1941 legde de Duitse bezetter alle Nederlanders vanaf 15 jaar een identificatieplicht op. Door middel van een persoonsbewijs moest elke Nederlander zich in het maatschappelijke verkeer kunnen legitimeren tegenover de Duitse bezetter. Het persoonsbewijs behaalde in Nederland een grote perfectie. Het systeem, bevolkingsregister met annex een persoonsbewijs, was goeddeels waterdicht en het persoonsbewijs was bijna niet te vervalsen. Mede door dit persoonsbewijs zijn duizenden in de hand van de bezetter gevallen en vermoord. Ook voor de Joden was het persoonsbewijs een belangrijke schakel op weg naar de vernietiging.
Het persoonsbewijs in Nederland was van hoge kwaliteit. Het was technisch zelfs veel beter dan het vergelijkbare bewijs, de zogenoemde Kennkarte, dat Duitsers in Duitsland bij zich moesten dragen. De illegaliteit is nooit in staat geweest tot het maken van goede vervalsingen, wat het persoonsbewijs voor de Duitse bezetter tot een krachtig middel maakte bij haar repressieve politiek. Bovendien zette Lentz op verzoek van Berlijn een schaduwarchief op in Den Haag door van ieder persoonsbewijs een kopie te bewaren. Lentz verschafte de Duitse bezetter zo een van de krachtigste middelen tot onderdrukking van mensen in de Nederlandse samenleving.
Medio oktober werden besluiten bekendgemaakt tot invoering van dit bewijs. In de loop van 1941 vond de uitreiking plaats. Zeven miljoen Nederlanders moesten zich te allen tijde kunnen legitimeren tegenover de Duitse bezetter. Een belangrijke administratieve schakel in de onderdrukkingspolitiek was gereed. De illegaliteit, en later ook de regering in Londen, heeft nooit een adequate vervalsing kunnen maken. Op 31 december 1941 telde een vergenoegde Lentz dat er 7.177.504 persoonsbewijzen waren uitgereikt. Bij elke controle konden de opsporingsautoriteiten vaststellen wat de identiteit van iemand was. En grondig onderzoek bracht vervalsing altijd aan het licht.
De bezetter beschikte over: adres, foto, vingerafdruk en handtekening. "Hoeveel duizenden mensenlevens dit systeem gekost heeft, valt niet nauwkeurig te schatten" (Loe de Jong, Het Koninkrijk..., deel 5, pag. 431). In het bijzonder voor de Joden was het persoonsbewijs, naar later bleek, een uiterst gevaarlijk document. In hun kaart stond tweemaal een grote zwarte letter "J". Ook daar had Lentz de nodige hulp bij verleend. In een brief van 8 januari 1941 aan Hanns Albin Rauter doet Lentz het voorstel om de persoonsbewijzen voor Joden te voorzien met een "J" opdat "der Juden dann kenntlich gemacht werden" (Jacques Presser, Ondergang, deel 1, pag. 67). "In vele gevallen was de J op het Persoonsbewijs het doodvonnis van de houder" (Presser, Ondergang, deel 1, pag. 68). De registratie van alle Joden was echter een bijzonder punt van aandacht. Ook daar zou Lentz zijn krachten voor geven.

### Registratie van Joden

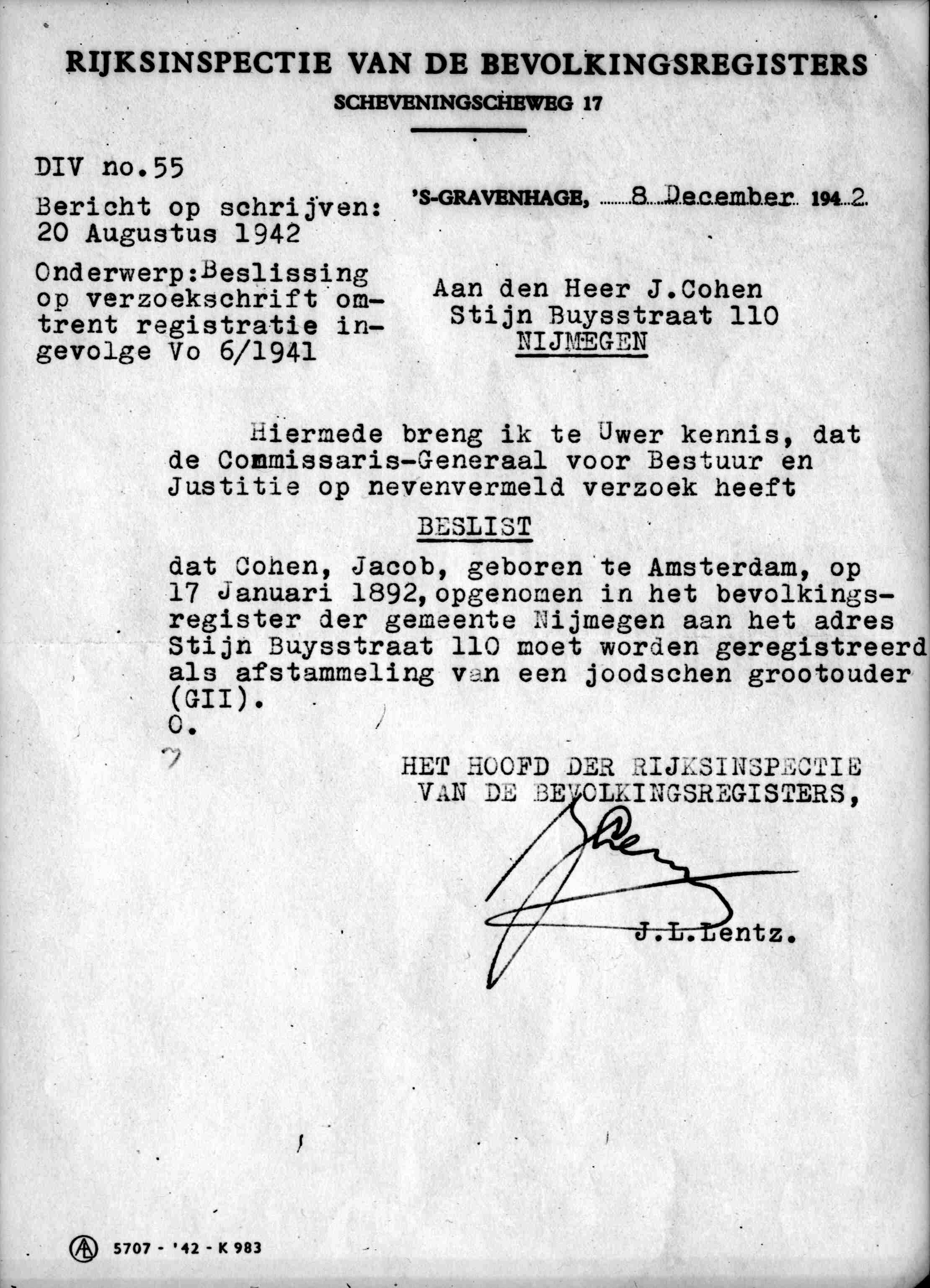
Brief van Lentz d.d. 8-12-1942 aan de heer J. Cohen, met de mededeling dat hij als jood staat geregistreerd.

In Duitsland beschikten de nazi's over een zogenoemde Judenkartei; een centraal register van alle personen van Joodsen bloede. Een register ook waaruit in 1942 de lijsten voor deportatie naar Polen konden worden vastgesteld en gecontroleerd. De nazi's hebben getracht het Joodse vraagstuk grondig en nauwkeurig op te lossen. Lentz ging zich beijveren om ook voor Nederland een dergelijke Judenkartei samen te stellen. De uitvoerige toelichting op de Verordening 6/1941 aan de lagere overheden is geschreven door Lentz.
De Joden buiten Amsterdam moesten zich binnen 14 dagen laten registreren. De Joden in Amsterdam kregen 10 weken de tijd om zich te laten registreren. Vervolgens zorgde Lentz ook weer voor een duidelijke administratieve herkenning van de Joden in de bevolkingsregisters. Bij de transporten en de samenstelling van de transportlijsten kon de SS hiervan goed gebruikmaken. Ten slotte zorgde Lentz ook voor de controle van de binnengekomen aanmeldingen. Na binnenkomst van de aanmeldingen stelde hij een lange lijst samen van Joodse achternamen om te controleren of er in het gewone bevolkingsregister mogelijk nog mensen waren die zich niet hadden aangemeld, maar wel van Joodschen bloede waren. Dr. Friedrich Wimmer (lid van het Duitse bestuur in Nederland tijdens de Tweede Wereldoorlog) toonde zich daarbij onaangenaam verrast toen ook zijn naam op die controlelijst van Lentz voorkwam. Uiteindelijk resulteerde de registratie op 5 september 1941 (Presser, Ondergang, deel 1, pag. 64) in de volgende aantallen:
| Voljoden | Halfjoden | Kwartjoden | Totaal  |
| -------- | --------- | ---------- | ------- |
| 140.552  | 14.549    | 5.719      | 160.820 |

Bijna een jaar later, op 14 juli 1942, begonnen de eerste grote razzia's in Amsterdam-Zuid en Amsterdam-Centrum. De bezetter stelde de lijsten voor deportatie samen aan de hand van de gegevens uit het centrale bevolkingsregister. Uiteindelijk werden er 107.000 Joden gedeporteerd, waarvan er 101.800 vermoord werden of bezweken aan dwangarbeid.
Lentz, inmiddels gehaat in het verzet, kreeg doodsbedreigingen en diende een paar keer zijn ontslag in. Op aandringen van Hanns Rauter bleef hij echter in dienst en hij dook onder op een ander adres. Hij overleefde het bombardement van het Centrale Bevolkingsregister in het Haagse gebouw Kleykamp.

## Veroordeling
In mei 1945 werd Lentz gearresteerd op verdenking van collaboratie. Hij werd op 1 april 1947 veroordeeld tot drie jaar gevangenisstraf.

## Publicaties
Lentz heeft een aantal publicaties op zijn naam staan. Het betreft boeken op zijn vakgebied: de bevolkingsboekhouding. In de oorlog schreef hij een dik boek (ruim 400 pagina's) over het persoonsbewijs. Zijn publicaties zijn:
- De Bevolkingsboekhouding, 1936, (twee publicaties van resp. 299 en 58 pagina's)
- Supplement op de bevolkingsboekhouding, 1938, 128 pagina's
- Persoonsbewijzen: Handleiding voor de uitvoering van het besluit persoonsbewijzen, 1941, 402 pagina's

Deze publicaties zijn aanwezig bij de Koninklijke Bibliotheek. Ook heeft hij Ambtelijke herinneringen gepubliceerd, memoires over het bombardement.

## Beoordeling
Mensen uit zijn omgeving noemden hem monomaan en ambitieus, maar ook een humaan chef.
De Rijksinspectie was zijn leven, het bevolkingsregister zijn lust. Daar speelde Lentz, zonder verder na te denken, als een kind met zijn speelgoed, aldus een typering van Loe de Jong. In de bezettingstijd bleek hoe gevaarlijk dergelijke mensen kunnen zijn. Lentz was een uiterst ijverige en consciëntieuze ambtenaar. Hij realiseerde zich echter niet dat een kwaadwillige bezetter zijn arbeid heeft gebruikt voor kwade doeleinden.
Loe de Jong heeft in zijn werk Het Koninkrijk der Nederlanden in de Tweede Wereldoorlog de persoon en het werk van Lentz getypeerd. "Het lijkt ons zinvol om hieraan toe te voegen dat Lentz, het hoofd van de rijksinspectie van de bevolkingsregisters, die met het in 1940 door hem ontworpen, nauwelijks goed na te maken persoonsbewijs onzes inziens de bezetter en speciaal de SD een grotere dienst heeft bewezen dan welke Nederlander ook ... drie jaar gevangenis straf kreeg" (Het Koninkrijk..., deel 12, pag. 562).
Het hele optreden van Lentz staat in het teken van de onnadenkendheid. Het staat echter ook in schril contrast met bijvoorbeeld René Carmille, het hoofd van een vergelijkbare Franse organisatie die Joden voor de Duitse bezetters moest registreren en die de identificatie van Joden tegenwerkte (hij gaf niet aan op kaarten of iemand Jood was) en die ook veel kaarten (circa 100.000) van Joden uit de kaartenbakken liet verdwijnen zodat hun identiteit bij de bezetter niet bekend werd. René Carmille is door de SS gevangengenomen en in het concentratiekamp Dachau omgekomen. Mede echter door zijn tegenwerking heeft de bezetter in Frankrijk maar 25% van de Joden kunnen vermoorden.

## Museale Tentoonstellingen
- Tentoonstelling in het Nationaal Holocaust Museum, "Persoonsbewijzen en vervalsingen. Jacob Lentz | Alice Cohn" (2017)